# Peter Seiffert

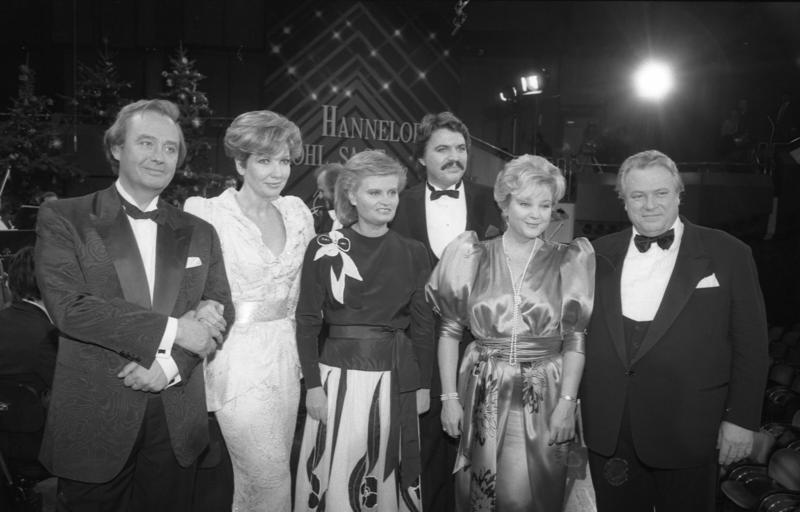
Peter Seiffert (3. von rechts) mit seiner Frau Lucia Popp (2. von rechts) bei einem Benefizkonzert der ZNS – Hannelore Kohl Stiftung, 1986

Peter Seiffert (* 4. Januar 1954 in Düsseldorf; † 14. April 2025 in Schleedorf, Österreich) war ein deutscher Opernsänger (Tenor).

## Leben
Seiffert stammte aus einer musikalischen Familie. Er erhielt bereits als Kind von seinem Vater Helmut Seiffert Gesangsunterricht. Dieser war ein Opernsänger und Schlagerkomponist, der sich in der damals berühmten Düsseldorfer Künstlervereinigung Malkasten engagierte. Seiffert war schon als kleiner Junge Solist in einem Düsseldorfer Knabenchor. Dann studierte er an der Robert Schumann Hochschule Düsseldorf, wo er eine Ausbildung zum Sänger im Wesentlichen durch M. Röhrig erhielt. Daneben machte er eine Ausbildung als Physiotherapeut. Besondere Aufmerksamkeit erlangte er durch Konzerte mit Gioachino Rossinis Stabat Mater und Giuseppe Verdis Requiem.
1978 debütierte er an der Deutschen Oper am Rhein Düsseldorf-Duisburg, deren Ensemblemitglied er bis 1980 war. 1979 wurde er vom Deutschen Musikrat mit dem 2. Preis beim Deutschen Musikwettbewerb ausgezeichnet und trat in der von Anneliese Rothenberger moderierten Fernsehsendung Anneliese Rothenberger gibt sich die Ehre auf. 1980 wurde er Ensemblemitglied an der Deutschen Oper Berlin, der er bis zuletzt angehörte. Hier wurde er von Götz Friedrich als Heldentenor repertoiremäßig aufgebaut. An der Deutschen Oper Berlin konnte er seine Karriere im jugendlich-lyrischen Tenorfach zur Entwicklung bringen. In dieser Zeit erhielt er bereits Gastspielangebote aus ganz Europa.
1982 gab er sein Debüt an der Bayerischen Staatsoper München, 1984 mit großen Erfolgen an der Wiener Staatsoper, 1987 am Royal Opera House Covent Garden London, 1996 am Opernhaus Zürich und an der Staatsoper Unter den Linden, Berlin. Weiterhin erfolgten Gastspiele an den Opernhäusern von Nagoya in Japan, Tokio sowie bei internationalen Festspielen, wie den Bregenzer Festspielen (1992), bei den Bayreuther Festspielen (1996–2005) und bei den Salzburger Festspielen (1992–2007) sowie beim Maggio Musicale Fiorentino (1996–2007).
Seiffert galt als einer der international meistgefragten – deutschen – Heldentenöre, insbesondere in den Wagner-Opern. 1980 sang Seiffert erstmals den Erik in Der fliegende Holländer an der Deutschen Oper Berlin. Er sang 1988 am Royal Opera House Covent Garden London seinen ersten Parsifal, 1989 in München an der Bayerischen Staatsoper seinen ersten Lohengrin. Mit dem 1990 von Götz Friedrich inszenierten Lohengrin an der Deutschen Oper Berlin errang Seiffert einen Sensationserfolg, der für seine Karriere wegweisend wurde. Die Kritik sprach von einem „Weltereignis des Wagner-Singens“. Peter Seiffert erhielt daraufhin Einladungen an alle bedeutenden Opernhäuser. 1996 debütierte er als Stolzing in Wolfgang Wagners Bayreuther Inszenierung der Meistersinger von Nürnberg.
Peter Seifferts Konzert- und Opernaktivitäten brachten ihn in alle wichtigen Musikzentren der Welt wie Wien, London, Paris, an die Mailänder Scala, zu den Salzburger Festspielen, nach Japan und in die Vereinigten Staaten. 1996 debütierte er bei den Bayreuther Festspielen als Walther von Stolzing, es folgte Lohengrin in den Jahren 2001 bis 2005. In Zürich sang Peter Seiffert die Partien Tamino, Parsifal, Florestan in Fidelio, Erik und Max. Zudem debütierte er in Zürich als Tannhäuser und als Turiddu in Cavalleria rusticana. An der Los Angeles Opera sang er den Bacchus in Ariadne auf Naxos, an der Metropolitan Opera New York und am Théâtre du Châtelet in Paris war er als Tannhäuser und Siegmund zu hören. In Venedig sang er im »Freischütz«, am Teatro Real in Madrid den Lohengrin, an der Deutschen Oper Berlin Turiddu und an der Wiener Staatsoper Erik und Florestan. In der Saison 2005/06 unternahm er eine sehr erfolgreiche Konzert-Tournee durch die Schweiz. Es folgte die Neuproduktion der Oper Tiefland von Eugen d’Albert am Opernhaus Zürich. Zu seinen Höhepunkten in der Spielzeit 2006/2007 gehörten Fidelio anlässlich der Eröffnung des neuen Opernhauses, Palau de les Arts Reina Sofía in Valencia unter der Leitung von Zubin Mehta und Die Walküre sowohl in Valencia als auch beim Maggio Musicale in Florenz, Tannhäuser in Los Angeles und Der Freischütz bei den Salzburger Festspielen 2007. 2007/2008 folgten Tannhäuser an der San Francisco Opera und am Gran Teatre del Liceu in Barcelona, Die lustige Witwe an der Semperoper in Dresden, Tannhäuser in Madrid, Fidelio in Zürich und sein Debüt mit Tristan und Isolde an der Metropolitan Opera in New York. 2008/2009 sang er Tannhäuser in Madrid und Berlin, Parsifal, Fidelio und Lohengrin in Wien sowie Tiefland und Der Freischütz in Berlin und Barcelona. 2013 folgten das Debüt in Otello am Opernhaus Zürich und regelmäßig etliche Vorstellungen in Berlin, München, Hamburg (Bacchus), Wien (u. a. in einer Neuinszenierung von Tristan und Isolde 2013 und erstmals als Siegmund in Die Walküre 2014) und London.
Auch als Konzertsolist kam Peter Seiffert zu einer großen internationalen Karriere. So sang er in London im Mozart-Requiem unter Carlo Giulini, in Philadelphia in Beethovens 9. Sinfonie unter Riccardo Muti. Er nahm zahlreiche Schallplatten- und CD-Aufnahmen auf. Seine umfangreiche Diskographie umfasst u. a. Beethovens 9. Sinfonie (Riccardo Muti, Wolfgang Sawallisch), Liszts „Faust-Symphonie“ (Simon Rattle), Wagners Das Rheingold (Sawallisch) und Tannhäuser (Barenboim) sowie diverse Recitals. Eine CD mit Liedern und Duetten von Robert und Clara Schumann ist bei Orfeo erschienen.
Peter Seiffert sang regelmäßig an allen großen Opernhäusern und Festivals der Welt, u. a. in Wien, London, Mailand, Barcelona, Madrid, Valencia, Los Angeles, New York sowie bei den Salzburger Festspielen.
1986 heiratete Seiffert die Sopranistin Lucia Popp. In zweiter Ehe war er mit der Sopranistin Petra-Maria Schnitzer verheiratet. Er starb am 14. April 2025 nach langer Krankheit in Schleedorf, Bezirk Salzburg-Umgebung, im Alter von 71 Jahren.

## Auszeichnungen
- 1979: Deutscher Musikrat 2. Preis beim Deutschen Musikwettbewerb
- 1989: Echo Klassik »Sänger des Jahres 1989«
- 1992: Ernennung zum Bayerischen Kammersänger
- 2002: Grand Prix du Disque der Akademie Charles Cros
- 2002: Grammy in der Kategorie Best Opera Recording für die Tannhäuser-Interpretation unter dem Dirigat von Daniel Barenboim[17]
- 2013: (17. Juni) Berufstitel Österreichischer Kammersänger verliehen.[18]
- 2014: (7. Dezember) Ernennung zum Berliner Kammersänger.[19]

## Repertoire
Seiffert sang zu Beginn seiner Karriere schwerpunktmäßig das lyrische Tenor-Fach. Zu seinen Opernpartien zählten anfangs Baron Kronthal in Der Wildschütz, Lorenzo in Fra Diavolo, Marquis von Chateauneuf in Zar und Zimmermann, Lenski in Eugen Onegin, auch das sog. tenorale Zwischenfach wie Hoffmann in Hoffmanns Erzählungen. Während seiner Zeit als Ensemblemitglied an der Bayerischen Staatsoper sang er weiterhin das lyrische Fach mit Partien wie Fenton in Die lustigen Weiber von Windsor (Debüt; Oktober 1983 in München), Nureddin in Der Barbier von Bagdad, Tamino in Die Zauberflöte und Ottavio in Don Giovanni. Jedoch nahm er kontinuierlich Rollen des jugendlichen Heldentenors in sein Repertoire auf: Erik in Der Fliegende Holländer, Max in Der Freischütz , Hans in Die verkaufte Braut, Pedro in Tiefland, Hüon in Oberon und Turiddu in Cavalleria rusticana. In den Opern von Richard Strauss verkörperte er Narraboth in Salome (1987; Debüt in München), Matteo in Arabella, Bacchus in Ariadne auf Naxos und den Kaiser in Die Frau ohne Schatten (1984; Debüt in München). Später trat Seiffert vor allem als Heldentenor auf. Wichtige Partien Seifferts waren: Walther von Stolzing in Die Meistersinger von Nürnberg, Parsifal in Parsifal, Lohengrin in Lohengrin, Siegmund in Die Walküre, Tristan in Tristan und Isolde, Rienzi in Rienzi und Otello in Otello. Gelegentlich sang Seiffert auf der Bühne auch Operettenrollen, wie Graf Danilo Danilowitsch in der Operette Die lustige Witwe (2006; Staatsoper Dresden).

## Aufnahmen (Auswahl)
- Ludwig van Beethoven: Fidelio, Dirigent: Nikolaus Harnoncourt, Chamber Orchestra of Europe, 1995
- Richard Strauss: Arabella, Dirigent: Jeffrey Tate, Orchestra of the Royal Operhouse Covent Garden, 1986
- Richard Wagner: Der Fliegende Holländer, Dirigent: Daniel Barenboim, Staatskapelle Berlin, 2002
- Richard Wagner: Der Fliegende Holländer, Dirigent: Giuseppe Sinopoli, Orchester der Deutschen Oper Berlin, 2001
- Richard Wagner: Tannhäuser, Dirigent: Daniel Barenboim, Staatskapelle Berlin, 2002
- Richard Wagner: Die Meistersinger von Nürnberg, Dirigent: Daniel Barenboim, Orchester der Bayreuther Festspiele, 1998
- Richard Wagner: Die Walküre, Dirigent: Zubin Mehta, Bayerisches Staatsorchester, 2002